# Phoma eupyrena
Phoma eupyrena är en lavart som beskrevs av Sacc. 1879. Phoma eupyrena ingår i släktet Phoma, ordningen Pleosporales, klassen Dothideomycetes, divisionen sporsäcksvampar och riket svampar.   Inga underarter finns listade i Catalogue of Life.